# 류염
류염(柳琰, 생몰년 미상)은 고려 말 조선 초의 문신으로, 본관은 진주(晉州)이다.

## 생애
1378년 음보(蔭補)로 천거되어 판관(判官)을 지내다가, 1383년(우왕 9) 병과(丙科) 2등으로 과거에 급제하였다.
1388년(창왕 즉위년) 좌부대언(左副代言)으로 있었는데, 같은 해 즉위한 창왕(昌王)이 서연(書筵)을 개설하자 좌대언(左代言) 권근(權近), 성균대사성(成均大司成) 정도전(鄭道傳)과 함께 서연시독(書筵侍讀)에 임명되었다.
그러나 이듬해 김저(金佇)와 변안열(邊安烈)의 옥사로 우왕(禑王)과 창왕 부자가 서인(庶人)으로 강등되었을 때, 장인인 문하시중(門下侍中) 이림(李琳) 등과 함께 연루되어 유배되었다.
1391년(공양왕 3) 공양왕(恭讓王)의 어머니인 국대비(國大妃) 왕씨(王氏)의 생일을 맞아 사면되었다.
이후 조선조에 들어와, 1402년(태종 2) 도관찰출척사(都觀察黜陟使) 제도가 복구되자 전라도(全羅道)의 도관찰출척사에 임명되었다.
1417년(태종 17) 판한성부사(判漢城府事)에 임명되었고, 이듬해 판진주목사(判晉州牧事)로 재임 중 사헌부(司憲府)로부터 군인을 함부로 뽑고 기생들과 함께 사냥을 갔다는 등의 탄핵을 받았으나, 태종(太宗)이 그와 동년(同年)이라는 이유로 그를 비호하여 죄를 면하게 되었다.
이후 관직이 이조판서(吏曹判書)·홍문관대제학(弘文館大提學)·예문관대제학(藝文館大提學)·지경연성균관사(知經筵成均館事)·동지춘추관사(同知春秋館事)에 이르렀고, 사후에는 청백리(淸白吏)에 녹선되었다.
시호는 문간(文簡)이다.

## 가족 관계
- 증조 - 류욱(柳栯)[6] : 도첨의찬성사(都僉議贊成事)·판민부사(判民部事)·상호군(上護軍), 양화공(良和公)
  - 조부 - 류인비(柳仁庇)[5] : 밀직제학(密直提學)·상호군
    - 아버지 - 류혜손(柳惠蓀)[5] : 문하평리(門下評理), 안간공(安簡公)
    - 어머니 - 현복군(玄福君) 권렴(權廉, 1302년 ~ 1340년)의 5녀[6]
      - 동복 동생 - 류찬(柳瓚)[6] : 군자소감(軍資少監)
      - 이복 동생 - 류향(柳珦)[6] : 군자감(軍資監)
      - 이복 동생 - 류전(柳瑱)[6] : 현감(縣監)
      - 부인 - 문하시중(門下侍中) 이림(李琳, ? ~ 1391년)의 장녀[3][6]
        - 아들 - 류분(柳苯)[6]  : 호군(護軍), 류순선(柳順善, 1516년 ~ 1577년)의 고조